# Ribershus

Ribershus är ett bostadskvarter i västra Malmö mellan Turbinen och Roslins väg som är uppfört i funktionalistisk stil. Kvarteret uppfördes åren 1937-1943 av byggmästare Eric Sigfrid Persson med ritningar av arkitekterna Nils Einar Eriksson, David Helldén, Stig Dranger, Rune Welin, Carl Mattsson, Fritz Voigt med flera. William Nersing var trädgårdsarkitekt.
Persson lät uppföra tre niovåningshus på rad ut mot Öresund. Bakom höghusen placerades lägre byggnader av u-formigt sammanställda lamellhus. Så gott som alla lägenheter fick någon form av utsikt över Sundet.
Ribershus väckte stor nationell uppmärksamhet i samband med invigningen den 7 september 1938, som gjordes i form av bostadsmässan Vi Bo. I det första niovåningshuset mot Turbinen byggdes entresollägenheter i 2,5 plan efter förebild av Le Corbusier.
Många lägenheter fick snedställda väggar, rundade hörn och halvcirkelformade matplatser. Lägenheterna fick även små nymodigheter som porttelefon, städskåp med nedfällbar strykbräda samt linneskåp med fack och lådor för lakan. I Ribershus introducerade byggmästare Persson "perspektivfönstret" – ett stort vändbart fönster.
Än idag betraktas Ribershus som ett av Sveriges främsta exempel på klassisk funkisarkitektur.

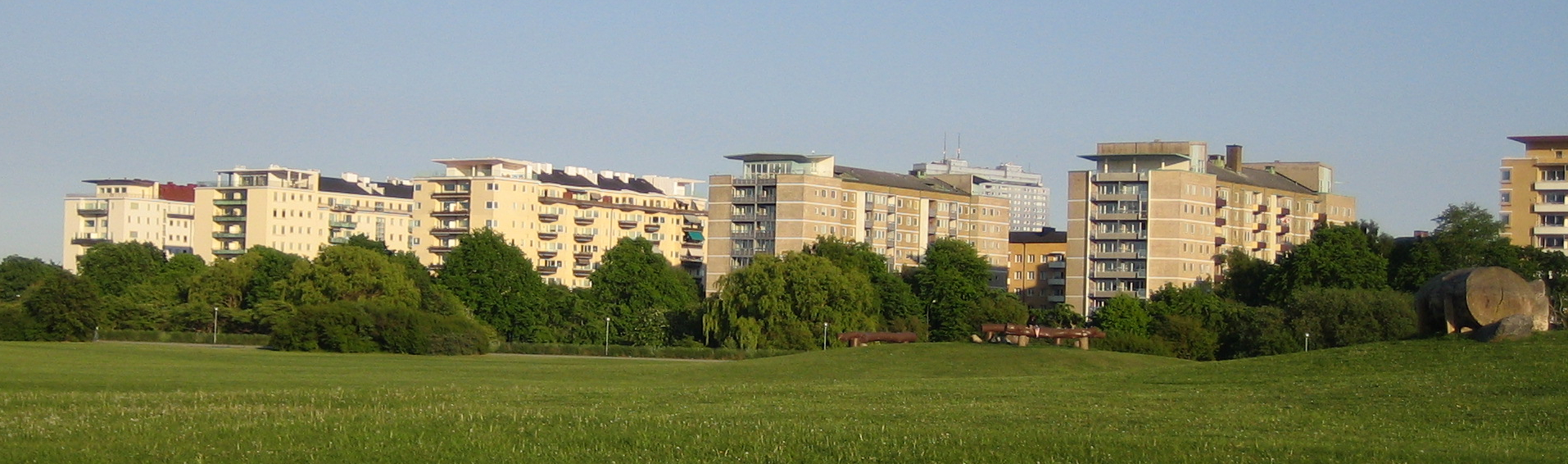
Ribershus